# Ronnie Tjampitjinpa
Ronnie Tjampitjinpa (* 1943 um Muyinnga, Western Australia) ist ein Aborigines-Maler, der in Kintore lebt und arbeitet.

## Frühes Leben
Ronnie Tjampitjinpa lebte als Kind ein nomadisches Leben mit seiner Familie im traditionellen Land der Pintupi. In den 1950er Jahren zog seine Familie in die Aborigines-Siedlung Haasts Bluff und später nach Papunya.

## Malerei
Nachdem 1971 in Papunya das für die moderne Kunst der Aborigines stilbildende Honigtopfameisen-Wandgemälde entstanden war, fing auch er zu malen an. 1972 war er eines der Gründungsmitglieder des wirtschaftlichen Unternehmens Papunya Tula Artists Pty Ltd, in dem nur malende Aborigines Mitglieder sind.
Ab den 1990er Jahren gestaltete er seine Arbeiten im Stil der Aborigines der Pintupi. In seinen Arbeiten verbindet er einzelne Flächen durch Linien. Die Linien stellen die Verbindungen von Menschen, dem Land und der Traumzeit her. Seine Bilder basieren auf den Traumzeit-Themen Wasser, Zwei-Schlangen, Zwei-Frauen und Tingari-Zyklus. Ein Tingari ist ein Gesangszyklus für initiierte Männer, die durch das Land ziehen, Zeremonien abhalten und  Plätze "heiligen".
1988 gewann er mit seinem Werk Tingari Story at Nyirrniminya den Alice Prize, einen der ältesten Kunstpreise Australiens. 1989 fand seine erste Solo-Ausstellung in der Gallery Gabrielle Pizzi in Melbourne statt. Das Australian Art Collector Magazin listete ihn in den Jahren 2008 und 2009 unter den 50 sammlungswürdigsten Aborigines-Künstler auf.
Seine Bilder wurden auf zahlreichen Ausstellung gezeigt. Sie befinden sich in nationalen und internationalen Sammlungen, darunter in Australien in der National Gallery of Australia und Art Gallery of Victoria in Melbourne, Art Gallery of New South Wales in Sydney und Art Gallery of South Australia in Adelaide.